# 小野木学
小野木学（1924年1月13日—1976年8月24日）是一位日本画家，版画家，现代艺术家。

## 生平
1924年出生于日本北丰岛郡（现豐島區）。在军事训练中患肺病，后在治疗中自学油画。后任职于日本农林省时，继续学习绘画。1952年入选第17回自由美术展。1958年成为自由美术协会会员，1961年至1962年在巴黎留学，1963年退出协会。1965年开始学习版画制作。其作品大多收藏于练马区立美术馆。
1976年8月24日因肾脏癌逝世，享年52岁。

## 荣誉
- 1969年获得第8回卢布尔雅那国际版画双年展
- 1970年获得第19回小学馆绘画奖（现小学馆儿童出版文化奖）